# DHE
DHE es un canal de televisión por suscripción latinoamericano que transmite películas y series. Pertenece a la empresa DHE Group con sede en Filadelfia, Estados Unidos, pero su casa productora y filial comercial se encuentra en Bogotá.

## Historia
Fue lanzado al aire el 15 de diciembre de 2012 y está presente en todos los países de la región.
El canal transmite películas dobladas al español, donde el 90% de sus producciones son realizadas en Hollywood y un 10% de cine independiente o de todo el mundo. Sus géneros abarcan el terror, suspenso, drama, comedia, acción y un pequeño contenido de tipo familiar. De igual forma, también ha emitido exitosas series en exclusiva para Latinoamérica como Siberia, Del Crepúsculo al Amanecer (producida por Robert Rodríguez y basada en la película homónima de 1996 del mismo director, escrita por Quentin Tarantino y protagonizada por este junto a George Clooney); y más recientemente Búsqueda Implacable, inspirada en la exitosa saga de acción Taken. De igual manera ha contado con miniseries como Carlos, El Triángulo y Ben Hur.
En enero de 2021 el canal llegó a trasmitirse en Venezuela a través del proveedor de satélite de SimpleTV.

## Logotipos

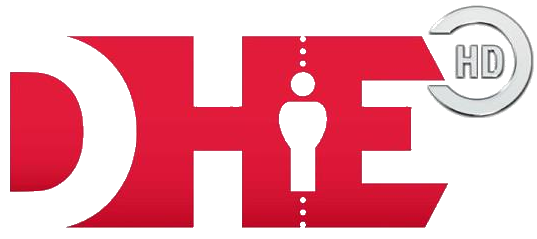
2012-2017
2017-2019
Desde 2019